# Space Invaders
Space Invaders (スペースインベーダー Supēsu Inbēdā?, lit. Invasores del Espacio) es un videojuego de arcade diseñado por Toshihiro Nishikado y lanzado al mercado en 1978. En un principio fue fabricado y vendido por Taito en Japón, para posteriormente ser licenciado para producción y distribución en Estados Unidos por Midway Games, división de Bally Technologies. Space Invaders es uno de los primeros juegos matamarcianos. Space Invaders es uno de los videojuegos más importantes de la historia. Su objetivo es eliminar oleadas de alienígenas con un cañón láser y obtener la mayor cantidad de puntos posible. Para el diseño del juego, Nishikado se inspiró en Breakout, La guerra de los mundos y Star Wars.
Aunque es un juego simple para los estándares actuales, fue uno de los precursores de los videojuegos modernos y ayudó a expandir la industria del sector, desde una mera novedad a una industria global. 
El éxito desde el lanzamiento este videojuego fue tal que en Japón hubo gran escasez de monedas de 100 yenes, dado que eran utilizadas en las salas de videojuegos. El gobierno aumentó el número de monedas en circulación para hacer frente a la demanda. Se calcula que el arcade original vendió más de 160.000 unidades alrededor del mundo. En 2007, se calcula que Taito pudo haber ganado 500 millones de dólares con él.

## Producción

### Antecedentes y desarrollo
Al diseñador japonés Toshihiro Nishikado le tomó un año diseñar y desarrollar el hardware necesario para producir Space Invaders, cuyo concepto provino de una variedad de fuentes, entre las cuales se incluye una adaptación del juego Space Monsters lanzado por Taito Corporation en 1972, y un sueño que Nishikado tuvo sobre unos estudiantes japoneses que son atacados por criaturas alienígenas mientras esperan la llegada de Papá Noel. Asimismo la influencia del juego tipo arcade Breakout, desarrollado por Atari, es visible en el propio diseño de Space Invaders, aunque su mecánica de juego difiere al hacer que el jugador deba lanzar proyectiles contra enemigos móviles, mientras que en Breakout se arroja una pelota contra objetos estáticos. La intención de Nishikado era crear un videojuego de disparos que incorporara cierta clase de «progreso» para el jugador mediante la conclusión de niveles.
No tardaron en salir los primeros clones. Debido a que Space Invaders, aunque parezca imposible, no estaba sujeto a copyright, varios productores de videojuegos lo clonaron sacando a la venta juegos como: Space Invaders Deluxe, Super Invaders o Fast Invaders.
El juego además tuvo innumerables adaptaciones a lo largo de los años, como: "Space Invaders '95: The Attack Of Lunar Loonies", o la más reciente para Nintendo DS "Space Invaders Extreme", así como diversas parodias tales como Adventure Invaders, Alienated, Atari Invaders, Coke Invaders (Pepsi Wins!), Pepsi Invaders (Coke Wins!), Rainbow Invaders y Spice Invaders por solo mencionar algunas.

## El juego
El jugador controla un cañón que puede moverse a la derecha o izquierda y un botón de disparo. Su objetivo es destruir filas de extraterrestres invasores (de los cuales hay tres tipos: con forma de calamar, de cangrejo y de pulpo) que van acercándose a la Tierra cada vez más rápidamente a medida que el jugador va destruyendo a los enemigos. Este ciclo se puede repetir en forma indefinida. Si los invasores llegan al cañón controlado por el jugador, el juego termina. La influencia de Space Invaders fue tan grande que llevó a que se acuñara el término matamarcianos en español para referirse a este tipo de videojuegos. 
Cada cierto tiempo aparece en la pantalla, por encima de los invasores, un platillo volador que se mueve aleatoriamente de derecha a izquierda o de izquierda a derecha y que no agrega una puntuación definida, sino puntos extras en cantidades aleatorias. Además se tienen cuatro escudos de protección terrestre (más parecidos a búnkeres) que cubren al jugador del fuego alienígena, pero que son destruidos gradualmente por los disparos de los invasores y el cañón del jugador.
Fue uno de los primeros videojuegos de la historia en mostrar el puntaje máximo alcanzado.
El juego está disponible para la mayoría de consolas de sobremesa. Desde su éxito en las máquinas arcade pasó al Game Boy, y al Game Boy Color. En 1997, salió al mercado la versión para Nintendo 64, Space Invaders 64 que es una versión completamente mejorada, con motor gráfico 3D, más extenso y variado, pues aquí el jugador va de planeta en planeta comenzando en Plutón y finalizando en Mercurio. Se añade una barra de energía que se llena del color del alien destruido, al llenarse se dispara un misil para acabar los enemigos más rápido. Al final de los 10 niveles se enfrenta a un jefe para pasar al siguiente planeta.
Para PlayStation, se relanza la versión de Nintendo 64 mejorada gráficamente. Incluso está disponible versiones para teléfonos con sistema Java.

## En la cultura popular
- En Mortal Kombat Trilogy, aparece como un juego oculto gracias a los Kombat Kodes.
- En la serie animada de Futurama, en el capítulo Antología del interés II, se puede ver una escena en la que los marcianos de Space Invaders están bajando y Fry junto con sus amigos se suben a una nave para destruirlos como en el juego.
- En Ultimate Mortal Kombat 3, es posible jugar a Space Invaders.
- En el juego Fido Dido para Sega Genesis, en el nivel 3, cuando Fido Dido entra en la nave, es una parodia de Space Invaders.
- En el nivel 3 de Battletoads, aparecen las naves alienígenas de Space Invaders que le quitan energía al jugador, el cual debe destruirlos a golpes y recuperar la vitalidad.
- En OpenOffice.org, con el programa calc se puede jugar una variante de Space Invaders con un código secreto.
- En la película de Disney, Wreck-It Ralph, junto a la máquina de Fix-It Felix Jr. están las máquinas de Pac-Man del lado derecho y Space Invaders del lado izquierdo.
- Uno de los niveles de "Eggsteroids" de Angry Birds Space está basado en este videojuego.
- En un nivel de Los Simpson: el videojuego, Bart tiene que usar unas tirachinas para destruir naves alienígenas que se acercan, las cuales van más rápido cada vez que se aniquila un grupo.
- En el cortometraje de 2010, Pixels, aparece primero destruyendo los autos de Nueva York.
- La marca de ropa italiana 55dsl sacó al mercado en 2008 una camiseta que conmemora los 30 años de Space Invaders.
- El grupo de Electro Industrial alemán Eisenfunk grabó una canción tributo a Space Invaders llamado "Super Space Invaders".
- En Cáceres, España, existe un puente sobre la Rivera del Marco, en Fuentefría, cuyo tablero consiste en un mosaico que reproduce una partida de Space Invaders.[14]
- En el anime Lupin III, aparece un episodio donde Lupin intenta abrir una caja fuerte a través de una partida de Space Invaders.